# Rots
Rots település Franciaországban, Calvados megyében. Lakosainak száma 1481 fő (2018. január 1.). Rots Authie, Bretteville-l’Orgueilleuse, Carpiquet, Lasson, Rosel, Saint-Germain-la-Blanche-Herbe, Saint-Manvieu-Norrey és Secqueville-en-Bessin községekkel határos.

## Népesség
A település népessége az elmúlt években az alábbi módon változott:
| Lakosok száma | 935  | 1075 | 1152 | 1354 | 1400 | 1436 | 1418 | 2478 | 1465 | 1481 |
|               | 1968 | 1975 | 1982 | 1999 | 2006 | 2011 | 2013 | 2016 | 2017 | 2018 |